# Damaris Abarca
Damaris Nicole Abarca González (Rancagua, 27 de febrero de 1990) es una ajedrecista y política chilena, pentacampeona nacional de ajedrez femenino y expresidenta de la Federación de Ajedrez de Chile (2018-2022). Entre 2021 y 2022 se desempeñó como convencional constituyente por el distrito 15.

## Primeros años
Abarca nació en Rancagua en 1990, pero vivió toda su infancia en la localidad de Rosario. A los 15 años se trasladó junto a su familia a la cercana ciudad de Rengo, dentro de la misma comuna. Su hermano menor, Nicolás, es maestro internacional de ajedrez.
En 2006, Abarca fue dirigente estudiantil regional durante la «Revolución pingüina». Estudió filosofía y derecho en la Universidad de Chile.
En 2011, fue diagnosticada con lupus eritematoso sistémico. En 2017, se manifestó a favor del aborto legal y de las causas feministas en general.

## Carrera
Abarca aprendió a jugar ajedrez de niña, mirando a su padre quien le enseñaba a sus hermanos mayores y luego jugando con ellos. A los 13 años ganó una competencia comunal. Luego fue campeona chilena juvenil en las categorías Sub-14, Sub-16 y Sub-18.
En 2009, se formó como árbitra de la Federación Internacional de Ajedrez en México.
En 2010, a los 20 años, fue campeona chilena de ajedrez femenino de todas las edades, en donde clasificó para participar en la 39.ª Olimpiada de Ajedrez en Rusia. En total, participó en cinco Olimpíadas Mundiales de Ajedrez consecutivas, de 2010 a 2018 y, en 2012, recibió el título de Maestro FIDE Femenino (WFM) de la Federación Internacional de Ajedrez en la Olimpíada Mundial de Ajedrez en Estambul.
Abarca lucha por la igualdad de género en el ajedrez y es parte de la Comisión de Desarrollo Femenino de la Federación Internacional de Ajedrez para América Latina. Desde 2017, es también presidenta de la Asociación de Mujeres Ajedrecistas Chilenas, que busca dar más oportunidades a las mujeres y niñas en este deporte. En 2018, se convirtió en la primera mujer  presidenta de la Federación de Ajedrez de Chile y también la primera mujer presidenta de una federación de ajedrez en Latinoamérica.
En 2018 ganó la categoría femenina en el Torneo Internacional de Ajedrez de Arica.
En febrero de 2019 ganó el Campeonato Nacional de Ajedrez Femenino, y se clasificó para la 44ª Olimpiada de Ajedrez (Rusia), sus sextas Olimpiadas.
Desde 2020 es directora en la Fundación ECAM y participa del programa «Ajedrez por un Sueño».
En febrero de 2023 ganó nuevamente el Campeonato Nacional de Ajedrez Femenino y se clasificó para la 45ª Olimpiada Mundial de Ajedrez de 2024, en Budapest, Hungría, sus séptimas Olimpiadas.

## Carrera política
Abarca se inscribió como candidata a las elecciones de convencionales constituyentes de 2021 por el distrito 15 (Codegua, Coinco, Coltauco, Doñihue, Graneros, Machalí, Malloa, Mostazal, Olivar, Quinta de Tilcoco, Rancagua, Rengo y Requínoa), como parte del pacto Apruebo Dignidad, en un cupo como independiente por Convergencia Social, resultando electa. Ya dentro de la Convención, integró la Comisión Provisoria de Ética y  se desempeña como coordinadora de la Comisión de Derechos Fundamentales, junto a Matías Orellana del Colectivo Socialista.

## Elecciones de convencionales constituyentes de 2021
Elecciones de convencionales constituyentes de 2021, para convencional constituyente por el distrito 15 (Codegua, Coinco, Coltauco, Doñihue, Graneros, Machalí, Malloa, Mostazal, Olivar, Quinta de Tilcoco, Rancagua, Rengo y Requínoa).
| Candidato                | Pacto                          | Partido | Votos  | %    | Resultados   |
| ------------------------ | ------------------------------ | ------- | ------ | ---- | ------------ |
| Loreto Vallejos Dávila   | La Lista del Pueblo            | ILYP    | 17 059 | 9,42 | Convencional |
| Marcela Riquelme Aliaga  | Independiente (Fuera de Pacto) | Ind.    | 15 360 | 8,49 |              |
| Alvin Saldaña Muñoz      | Mov. Sociales y Autónomos      | ILP     | 8876   | 4,90 | Convencional |
| Federico Iglesias Muñoz  | Vamos por Chile                | ILXP    | 8445   | 4,66 |              |
| Carol Bown Sepúlveda     | Vamos por Chile                | UDI     | 7396   | 4,08 | Convencional |
| Matías Orellana Cuellar  | Lista del Apruebo              | PS      | 7229   | 3,99 | Convencional |
| Fernando Puentes Araneda | Mov. Sociales y Autónomos      | ILP     | 6632   | 3,66 |              |
| Enrique López Meneses    | La Lista del Pueblo            | ILYP    | 6314   | 3,49 |              |
| Damaris Abarca González  | Apruebo Dignidad               | ILYQ    | 6010   | 3,32 | Convencional |
| Marcelo Herrera Oñate    | Partido Unión Patriótica       | UPA     | 5502   | 3,04 |              |
| Ximena Nogueira Serrano  | Lista del Apruebo              | PS      | 5463   | 3,02 |              |